# Escuela Técnica Superior de Arquitectura de Madrid
La Escuela Técnica Superior de Arquitectura de Madrid, cuyas siglas son ETSAM, es la escuela de arquitectura de la Universidad Politécnica de Madrid (España). Prepara y expide el título de Arquitecto y el título propio de diseñador de interiores así también como el título propio de Fachadas Tecnológicas y Envolventes Sostenibles además de doctorados y diversos másteres de postgrado. Esta escuela se creó en 1844 bajo el nombre de Escuela Especial de Arquitectura de Madrid y es la escuela de arquitectura más antigua de España. El actual edificio se inauguró en 1936 y posee una nutrida biblioteca que cuenta con muy diversos fondos. El centro está situado en la Avenida Juan de Herrera, 4, en la Ciudad Universitaria de Madrid, y tiene aproximadamente 4000 alumnos, lo que la convierte en la escuela con más alumnos de la UPM.

## Historia
El primer monarca Borbón español, Felipe V, siguiendo el ejemplo de las Academias francesas, fundó en 1744 la Real Academia de las Tres Nobles Artes (pintura, escultura y arquitectura), la cual organizó estudios de arquitectura en 1752. Fernando VI, al que debe su nombre, aprobó sus estatutos en 1757 y desde entonces expidió el título oficial de Arquitecto, que sustituyó al que hasta ese momento daban los gremios.
La Real Academia de Bellas Artes de San Fernando impartió en su sala de arquitectura las enseñanzas del título oficial en la Casa de la Panadería de la Plaza Mayor de Madrid entre 1757 y 1774, y en el antiguo Palacio Goyeneche de la calle Alcalá hasta 1847. Los aspirantes a obtenerlo dibujaban en común con pintores y escultores en la sala de perspectiva y geometría y acudían también a la de matemáticas. En 1841 el ingeniero José Jesús de la Llave presenta uno de los primeros planes de estudios.
En 1844 se reformaron las enseñanzas de Bellas Artes, separándose las de arquitectura, escultura, y pintura y grabado, dando lugar a un Estudio Especial de Arquitectura dentro de la nueva Escuela de Nobles Artes. Un primer plan de estudios específico, de 1845, mantuvo dibujo, proyectos y matemáticas y aumentó las materias científicas y prácticas, adquiriendo la carrera un carácter técnico que ha perdurado. En 1847, la incipiente escuela se instaló en unas dependencias del edificio de los Reales Estudios de San Isidro, en la calle de los Estudios. En 1848 se creó una escuela preparatoria para las especiales de arquitectos e ingenieros de Caminos y de Minas, suprimida en 1855. Fruto de la Ley Moyano, la institución se convirtió en 1857 en Escuela Superior de Arquitectura, dependiente de la Universidad Central, y pasó a otorgar el título oficial. Durante el periodo 1906 a 1932 los fondos bibliográficos de la Escuela se vieron ampliados, y renovados con las aportaciones que hizo el ingeniero y bibliófilo Juan Carlos Cebrián.
Con los exámenes de junio de 1936, la escuela inauguró su nueva sede en la avenida de Juan de Herrera de la Ciudad Universitaria de Madrid proyectada por Pascual Bravo Sanfeliú, pero situada en primera línea de frente, quedó muy dañada en la guerra civil poco antes de ser inaugurada, perdiéndose sus archivos, mobiliario y equipos y la mayoría de su colección de reproducciones en yeso y fondos gráficos y bibliográficos. La biblioteca, recientemente reformada, sigue con todo, enriquecida con adquisiciones, reposiciones y legados, siendo excelente. Tras una breve vuelta a la calle de los Estudios, el edificio, reconstruido, se reinauguró en 1942. En la reconstrucción, el ladrillo visto que formaba la fachada estaba tan destrozado que hubo de ser tapado con un aplacado de piedra, lo que hace el aspecto del edificio distinto que el de los demás edificios de la época en la Ciudad Universitaria. En él sigue la institución, denominada desde 1957 Escuela Técnica Superior e integrada en 1966 en el Instituto Politécnico de Madrid, que se convirtió en la Universidad Politécnica de Madrid en 1971.
El plan de estudios vigente es el conocido como Plan Bolonia o 2010, sucesor del Plan 96. El plan de estudios se enmarca dentro del Espacio Europeo de Educación Superior. 
Desde el año 2015 el título de arquitecto expedido por esta escuela tiene la consideración de Substantial Equivalency (Equivalencia sustancial) emitido por el Consejo Nacional de Acreditación en Arquitectura, NAAB por sus siglas en inglés (National Architectural Accrediting Board). Esto permite a los titulados por la ETSAM acceder con mayor facilidad al ejercicio profesional en los EE.UU. y en Canadá.

## Instalaciones

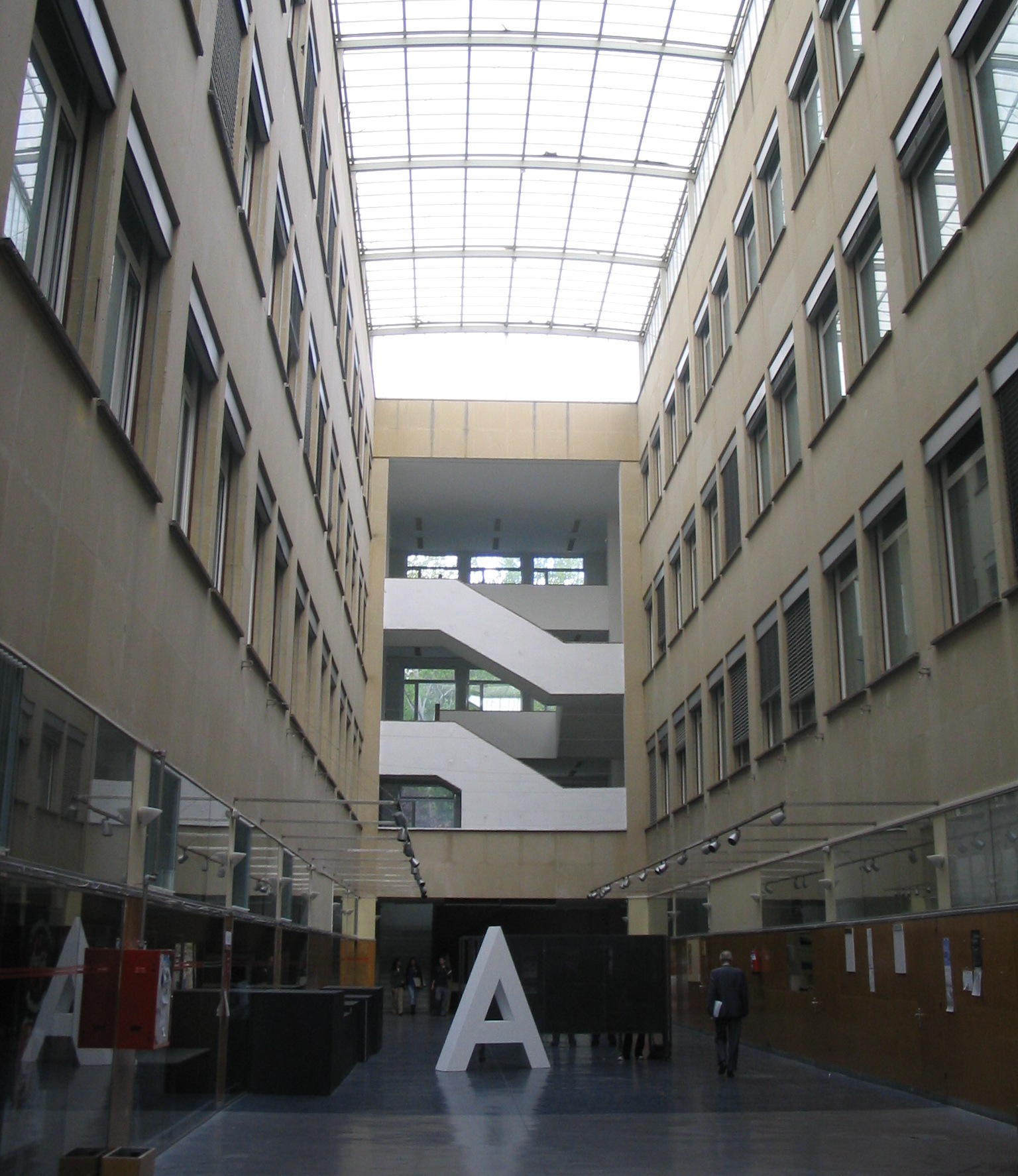
Espacio diáfano del interior del pabellón nuevo de la ETSAM.

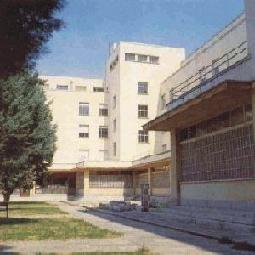
Fachadas hacia el jardín del edificio viejo de la ETSAM.

La Escuela Técnica Superior de Arquitectura de Madrid se ubica en la zona sur de la Ciudad Universitaria de Madrid (distrito de Moncloa-Aravaca), en la avenida Juan de Herrera, 4, junto al polideportivo sur, la EU de Arquitectura Técnica, la Casa de Velázquez, el Museo del Traje y la Facultad de Bellas Artes. El recinto de la escuela dispone de dos edificios que suman 42 000 m² de superficie útil, dos pistas de deporte y dos aparcamientos, uno de ellos para el personal docente y el otro para alumnos. El más antiguo y grande de los inmuebles, proyectado por Pascual Bravo, bajo la supervisión de Modesto López Otero, tiene la planta en forma de U y tenía un total de cinco plantas, aumentadas recientemente a seis, cuatro de ellas sobre el nivel del suelo y dos sótanos. En este edificio están casi todas las aulas, el salón de actos, la biblioteca, la secretaría, el aula magna, el centro de cálculo y algunos laboratorios. 
Cerca del inmueble antiguo está el llamado "pabellón nuevo", construido posteriormente y, en su origen, destinado a aulario, en el cual ahora hay algunas aulas, la cafetería-restaurante, una papelería técnica, un servicio de imprenta y fotocopias, una capilla, la delegación de alumnos y las sedes de los departamentos con despachos para profesores y catedráticos. Frente de las dos pistas de deporte hay un gimnasio.

## Organización

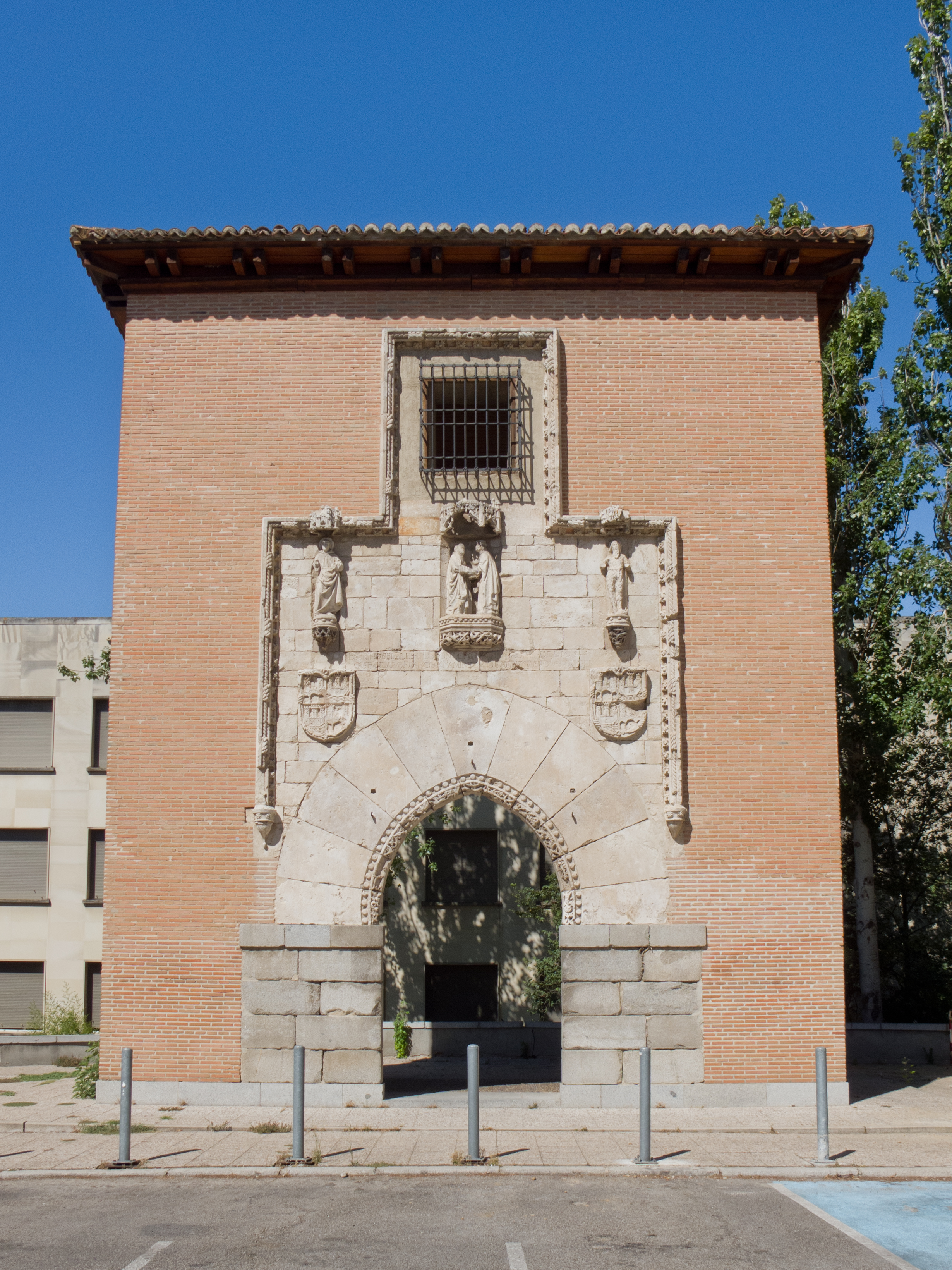
Entrada del desaparecido Hospital de la Latina, diseñado por Enrique Egas. Esta construcción fue transportada y reconstruida pieza a pieza en el recinto de la ETSAM.

La escuela tiene actualmente unos 3200 alumnos, casi 450 profesores y un centenar de personas dedicadas a la administración y servicios. El director de la escuela es Manuel Blanco Lage, Catedrático de Composición Arquitectónica elegido democráticamente el 15 de febrero de 2017. El equipo de dirección lo conforman el secretario y cinco subdirectores responsables de distintas áreas. La Junta de la Escuela es el organismo formado por profesores, alumnos, colectivos de la comunidad académica y personal de administración y servicios que se reúne una vez al trimestre y se encarga de elegir al equipo directivo. La máxima organización que representa a los alumnos en la escuela es la Delegación de Alumnos. Los departamentos que organizan las asignaturas que se imparten en esta escuela son los siguientes:
- Composición Arquitectónica
- Construcción y Tecnología Arquitectónicas
- Estructuras y Física de la Edificación
- Ideación Gráfica Arquitectónica
- Matemática Aplicada a la Edificación, al Medio Ambiente y al Urbanismo
- Proyectos Arquitectónicos
- Urbanística y Ordenación del Territorio
- Lingüística Aplicada a la Ciencia y a la Tecnología.

## Biblioteca

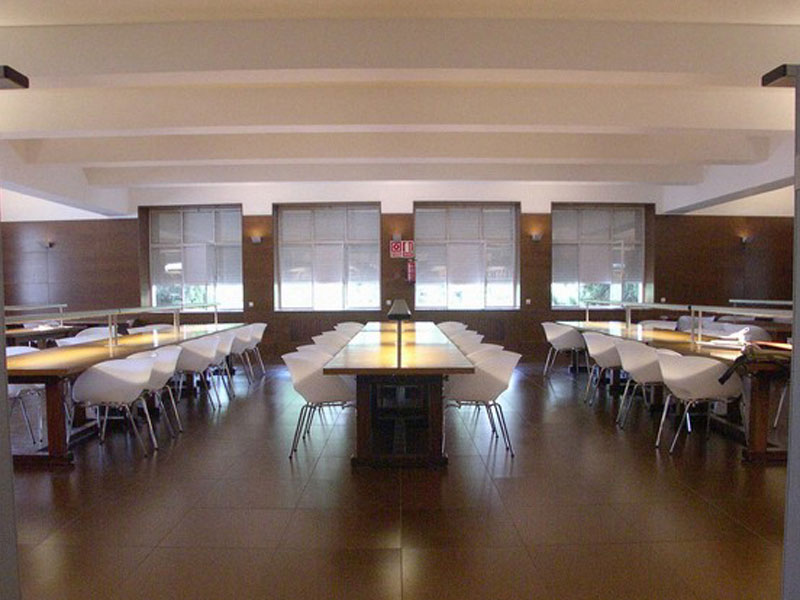
Sala de lectura de la biblioteca de la ETSAM.

La biblioteca de la Escuela Técnica Superior de Arquitectura de Madrid, que ocupa 1200 m² distribuidos en dos plantas, cuenta con muy diversos fondos que van desde los tratados originales de Le Corbusier, Sebastiano Serlio y Andrés de Vandelvira, hasta las últimas revistas de arquitectura, pasando por los libros más influyentes de la Arquitectura Moderna. La biblioteca tiene más de 75 000 libros y 860 revistas, una zona con ordenadores, y otras de lectura y revistas.
La historia de la biblioteca de la ETSAM se remonta a la fundación de la Escuela Especial de Arquitectura en 1844. Los primeros libros que constituyen ese primitivo fondo bibliográfico proceden de un reducido número de donaciones que recibe de la Real Academia de San Fernando y de sus compras y algunos donativos. El aumento de libros ha sido constante hasta la actualidad, pasando de los 20 000 ejemplares que tenía en los años 1960 a los 75 000 que tiene actualmente. Esta biblioteca y la del Colegio Oficial de Arquitectos de Madrid son las principales bibliotecas de arquitectura de la ciudad.

## Instituto Juan de Herrera
En la ETSAM tiene su sede el Instituto Juan de Herrera, organismo adscrito dedicado al apoyo y difusión de los temas relacionados con la arquitectura y el urbanismo, mediante actividades como la investigación, la publicación de un fondo editorial y la organización de eventos.

## Plan de estudios

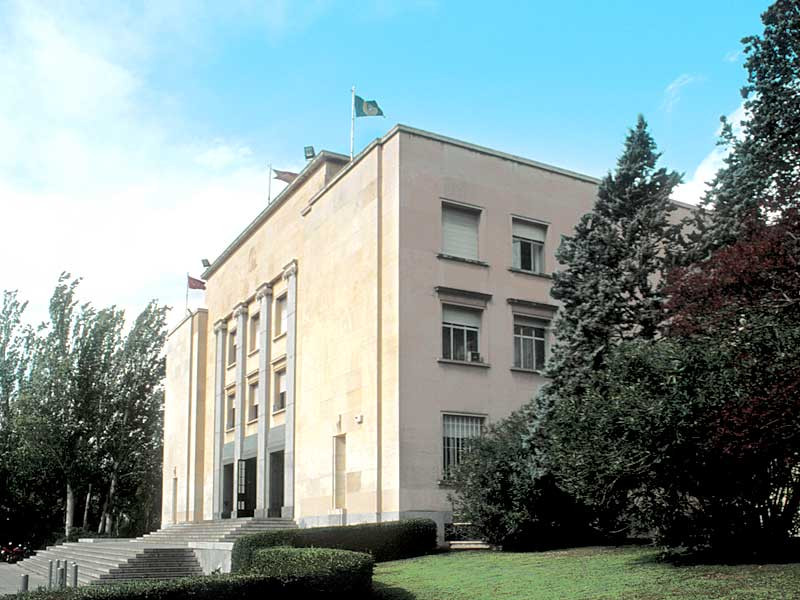
Entrada principal de la escuela.

Actualmente se imparte un plan de estudios, el plan 2010, conocido como Plan Bolonia, habiéndose extinguido el conocido como Plan 96 en junio de 2010.

### Plan 96
El plan de estudios denominado Plan 96, fue aprobado por la Junta de Escuela de la ETSAM en sesión plenaria celebrada el día 27 de mayo de 1996. Desde entonces, el antigulo Plan 75 fue desapareciendo gradualmente. El Plan 96, homologado por el Consejo de Universidades y publicado en el Boletín Oficial del Estado el día 3 de febrero de 1996, tiene un currículo de 450 créditos (un crédito equivale a diez horas lectivas), e inició su impartición el curso 1996/1997. La carrera se divide en cinco cursos, y cada uno de estos en dos cuatrimestres independientes, el de otoño y el de primavera. Las asignaturas, que son cuatrimestrales, pueden ser obligatorias, optativas (exclusivas de la ETSAM) y de libre elección (comunes en la Universidad Politécnica de Madrid). 55 de los créditos coresponden a asignaturas optativas (en total hay 45 optativas donde elegir). Finalizados todos los cursos, el alumno realiza el Proyecto de Fin de Carrera para obtener el título de Arquitecto. La tabla con las asignaturas por curso y cuatrimestre del Plan 96 es la siguiente:
|                            | Primer cuatrimestre (otoño) | Segundo cuatrimestre (primavera)                                                                                                  |
| -------------------------- | --- | --- |
| Primero                    | Matemáticas 1 Dibujo, análisis e ideación 1 Geometría descriptiva Introducción a la arquitectura Sistemas constructivos                     | Proyectos 1 Dibujo, análisis e ideación 2 Matemáticas 2 Fundamentos y teorías físicas Optativa                                    |
| Segundo                    | Proyectos 2 Dibujo, análisis e ideación 3 Matemáticas 3 Historia del arte y de la arquitectura Mecánica de sólidos y sistemas estructurales | Proyectos 3 Introducción al urbanismo Materiales de construcción Análisis de la arquitectura                                      |
| Tercero                    | Proyectos 4 Construcción, obra gruesa Física y mecánica de las construcciones Historia de la arquitectura y el urbanismo Optativa 1/2       | Proyectos 5 Urbanismo, bases y proyecto Técnicas de acondicionamiento ambiental y equipamiento Análisis de estructuras Optativa 3 |
| Cuarto                     | Proyectos 6 Construcción, obra interior Electrotecnia, luminotecnia y comunicación Composición arquitectónica Optativa 1 Optativa 3/4       | Proyectos 7 Urbanismo, planeamiento Instalaciones y servicios técnicos Dimensionado de estructuras Optativa 2                     |
| Quinto                     | Proyectos 8 Proyecto y ejecución de instalaciones Proyecto y ejecución de estructuras Oficio del arquitecto Optativa 1 Optativa 3/4         | Proyectos 9 Ordenación territorial y metropolitana Jardinería y paisaje Mecánica del suelo y cimentaciones Optativa 2 Optativa 3  |
| Proyecto de Fin de Carrera | | |

### Plan 2010 o Bolonia
El plan de estudios denominado Plan 2010, fue aprobado por la Junta de Escuela de la ETSAM en 2007. Desde entonces, el antiguo Plan 96 ha ido finalizando su docencia, siendo el 2017 su año de extinción. El Plan 2010, homologado por el Consejo de Universidades y publicado en el Boletín Oficial del Estado, tiene un currículo de 360 créditos europeos ECTS (un crédito equivale a entre 25 y 30 horas de trabajo del alumno, tanto lectivas como de trabajo fuera de clase), e inició su impartición el curso 2010/2011. La carrera consta de un grado de cinco cursos, que se divide en dos cuatrimestres independientes, el de otoño y el de primavera. Las asignaturas, que son cuatrimestrales, pueden ser básicas (comunes con otras carreras de la Universidad Politécnica de Madrid), obligatorias y optativas (exclusivas de la ETSAM). Tan sólo 18 de los créditos coresponden a asignaturas optativas, repartidos entre las asignaturas de Taller Experimental I y II y Intensificación. Finalizado el grado, se obtiene el Graduado en Fundamentos de la Arquitectura, debiendo el alumno realizar el Máster Universitario Arquitectura para obtener el título de Arquitecto. Este máster se denomina habilitante, siendo aquel que lo obtiene "habilitado" en la firma de proyectos de Arquitectura. La tabla con las asignaturas por curso y cuatrimestre del Plan 96 es la siguiente:
|         | Primer cuatrimestre (otoño) | Segundo cuatrimestre (primavera)                                                                                                |
| ------- | --- | --- |
| Primero | Taller Experimental 1 Geometría Afín y Proyectiva Dibujo, Análisis e Ideación 1 Geometría y Dibujo de la Arquitectura 1 Introducción a la Arquitectura | Proyectos 1 Cálculo Dibujo, Análisis e Ideación 2 Geometría y Dibujo de la Arquitectura 2 Historia del Arte y la Arquitectura   |
| Segundo | Proyectos 2 Ciudad y Urbanismo Curvas y Superficies Materiales de construcción Mecánica física                                                         | Proyectos 3 Estructuras 1 Construcción 1 Análisis de la arquitectura Física de las construcciones                               |
| Tercero | Proyectos 4 Construcción 2 Estructuras 2 Historia de la arquitectura y el urbanismo                                                                    | Proyectos 5 La Ciudad y el Medio Acondicionamiento Jardín y Paisaje Inglés                                                      |
| Cuarto  | Proyectos 6 Construcción 3 Estructuras 3 Composición arquitectónica                                                                                    | Proyectos 7 Proyecto Urbano Instalaciones y servicios técnicos Electrotecnia, luminotecnia y comunicación Taller Experimental 2 |
| Quinto  | Proyectos 8 Planeamiento Urbano Mecánica del Suelo Intensificación                                                                                     | Trabajo de Fin de Grado Proyecto de Instalaciones Proyecto de Construcción Proyecto de Estructuras Arquitectura Legal           |

### Estudios de posgrado
La escuela expide diferentes títulos de máster y doctorado. El Máster Universitario en Arquitectura, junto con el Grado en Fundamentos de la Arquitectura, habilita para el ejercicio de la profesión de Arquitecto en España, y es homologable en otros países de acuerdo a la Directiva 2013/55/UE de 20 de noviembre de 2013.
El conocido como Máster habilitante tiene como objetivo principal la redacción de un proyecto de arquitectura que demuestre la solvencia técnica y proyectual del estudiante, y se estructura en una serie de módulos:
- Módulo proyectual (12 ECTS): se corresponde con los talleres de Urbanismo, Composición y Proyectos I.
- Módulo técnico (8 ECTS): se corresponde con los talleres de Estructuras y Construcción e Instalaciones.
- Módulo PFC (30 ECTS): Se corresponde con las asignaturas Taller de Proyectos II y Taller de Proyectos III, y con el Trabajo de Fin de Máster.

La elaboración del proyecto de arquitectura se realiza en una de varias aulas, con temáticas que cambian para cada una de las promociones y bajo la tutela de un profesor catedrático. La evaluación final del Trabajo Fin de Máster se presenta y es calificada por un tribunal.
Además del máster habilitante, se imparten 8 másteres universitarios homologados, así como una serie de títulos propios de posgrado, especialización y experto. Se oferta un título de posgrado en conjunto con ETH Zúrich, el Master in Advanced Studies in Collective Housing. 
Los estudios de doctorado se pueden realizar dentro de siete programas: 
- Arquitectura y Urbanismo
- Comunicación Arquitectónica
- Construcción y Tecnología Arquitectónicas
- Estructuras de la Edificación
- Patrimonio Arquitectónico
- Proyectos Arquitectónicos Avanzados
- Sostenibilidad y Regeneración Urbana

Para acceder a los programas de doctorado, se requiere estar en posesión de un título de Máster Universitario u otro título homologable al nivel MECES 3. 